# Antidesma nienkui
Antidesma nienkui là một loài thực vật có hoa trong họ Diệp hạ châu. Loài này được Merr. & Chun mô tả khoa học đầu tiên năm 1935.